# Sébastien Hamel
Sébastien Hamel (* 20. November 1975 in Arpajon) ist ein ehemaliger französischer Fußballtorhüter. Seit seinem aktiven Karriereende ist er als Beach-Soccer-Spieler aktiv.

## Karriere
Hamels Profikarriere begann 1993 bei AS Monaco (kein Spiel). Dort hielt es ihn aber nur ein Jahr und er wechselte zur Folgesaison zum Le Havre AC. Er konnte sich jedoch nie richtig durchsetzen und absolvierte in fünfeinhalb Jahren nur 65 Spiele. Bis Dezember 2000 stand er bei Le Havre unter Vertrag. Im Januar 2001 unterzeichnete er beim RC Lens (kein Spiel), blieb aber nur bis zum Ende der Rückrunde, ehe er sich im Sommer 2002 dem FC Lorient anschloss, wo er fünfzehn Spiele bestritt. Ein Jahr später wurde er vom AJ Auxerre abgeworben und blieb dem Verein für vier Jahre erhalten, kam aber nie über die Reservistenrolle hinaus und lief nur dreimal für den Klub auf. Allerdings konnte er mit AJA 2003 und 2005 den Gewinn des Coupe de France feiern. Im Juli 2006 entschloss er sich zum erneuten Wechsel und unterschrieb bei Olympique Marseille, wo er, wie auch schon so oft in seiner Karriere, den Platz als Nummer 2 einnimmt. Nach zwei Jahren ohne Einsatzzeit wird Hamel in der Saison 2008/09 zum FC Toulouse wechseln. Bei Toulouse, die im Vorjahr nur knapp den Abstieg verpassten, erhofft sich der Torhüter mehr Chancen. Allerdings schaffte es Hamel nicht an Cédric Carrasso vorbeizukommen, so dass er im ersten Jahr bei Toulouse auf keinen Pflichtspieleinsatz kam. Im Sommer 2009 beendete er seine Karriere im Profifußball.

## Beach-Soccer
Nach der Laufbahn als Torhüter in der Ligue-1 wurde Hamel Beach-Soccer-Torwart, wo er von Nationaltrainer Éric Cantona für die französische Nationalmannschaft nominiert wurde. Mit dieser nahm Hamel bereits an einigen internationalen Turnieren teil.

## Erfolge
- Finalist beim Coupe de la Ligue (Ligapokal) mit FC Lorient: 2002
- Französischer Pokalsieger mit FC Lorient: 2002
- Französischer Pokalsieger mit AJ Auxerre: 2003, 2005
- Finalist des französischen Pokal mit Olympique Marseille: 2007
- Französischer Vize-Meister mit Olympique Marseille: 2007